# Галаксія звичайна
Галаксія звичайна (Galaxias maculatus) — вид прісноводних корюшкоподібних риб родини Галаксієві (Galaxiidae). Вид широко поширений у Південній півкулі. Ця дрібна рибка мешкає у прісних річках та озерах Австралії, Океанії (включаючи Нову Зеландію та Нову Каледонію), Південної Америки (Чилі та Аргентина). Максимальна довжина тіла сягає 19 см.